# Kirił Iwkow
Kirił Iwkow, bułg. Кирил Ивков (ur. 21 czerwca 1946 w Perniku, zm. 24 maja 2025) – bułgarski piłkarz grający na pozycji obrońcy, a następnie trener piłkarski.

## Kariera
Zaczynał karierę w klubach z Pernika – Metalurgu (1960–1966) i Minjorze (1966–1967). W 1967 roku przeniósł się do Lewskiego Sofia, gdzie spędził kolejne dwanaście lat. W tym czasie pięciokrotnie zdobywał tytuł mistrza kraju (1968, 1970, 1974, 1977 i 1979) oraz pięciokrotnie Puchar Armii Sowieckiej (1970, 1971, 1976, 1977 i 1979), a także trzy razy dotarł do ćwierćfinałów europejskich pucharów – Zdobywców Pucharów (1970 i 1977) i UEFA (1976). Ponadto na koniec sezonów 1973–1974 i 1974–1975 otrzymał nagrodę dla najlepszego zawodnika ligi. Piłkarską karierę zakończył w 1981 roku w barwach Etyru Wielkie Tyrnowo.
Z reprezentacją Bułgarii, w której barwach w latach 1968–1979 rozegrał 44 mecze (1 zdobyta bramka), brał udział w mundialu 1974. W roku 1968 zdobył wraz z narodową drużyną srebrny medal podczas igrzysk olimpijskich w Meksyku.
Na początku lat 80. rozpoczął pracę szkoleniową. W latach 1985–1986 był trenerem Lewskiego, z którym w 1986 roku zdobył Puchar Bułgarii. Później prowadził także m.in. Etyr Wielkie Tyrnowo, Liteks Łowecz, FK Sliwen, Spartak Warna, Czernomorec Burgas oraz grecki Ethnikos Pireus.